# Жетон «Станция метро Парнас»

Аверс и реверс жетона

Жетон «Станция метро Парнас» — юбилейный жетон с изображением станции Петербургского метрополитена метро «Парнас», отчеканенный в честь её пуска.
Общий тираж жетонов 5000 штук. Чеканку осуществил Санкт-Петербургский монетный двор. Диаметр, вес и металл новых жетонов соответствует ныне действующим.
Некоторое количество жетонов было выпущено в оборот на станции «Парнас» сразу после торжественного открытия 22 декабря 2006 года по номинальной стоимости (12 рублей). С 13:00 этого же дня на всех станциях Петербургского метрополитена начата реализация жетонов в коллекционной упаковке (стоимость 98 руб). Дизайн упаковки аналогичен дизайну набора жетонов, выпуск которого был посвящён 50-летию Петербургского метрополитена.